# 米哈伊·博博奇卡
米哈伊·博博奇卡（羅馬尼亞語：Mihai Bobocica，1986年9月8日—），罗马尼亚裔意大利男子乒乓球运动员。他曾代表意大利参加2008年和2012年夏季奥林匹克运动会乒乓球比赛。